# ローレンス・ティアニー
ローレンス・ティアニー（Lawrence Tierney、1919年3月15日 - 2002年2月26日）は、アメリカ合衆国の俳優。

## 出演作品
- サウス・ボストン
- ER III　緊急救命室 第3シーズン 第3話 「悩み多き日」
- 2 days　トゥー・デイズ
- アトリエ　悦楽のコレクション
- レザボア・ドッグス（ジョー）
- となりのサインフェルド 第2シーズン
- デリンジャー
- デビルジャンク
- タフガイは踊らない
- スタートレック:ディープ・スペース・ナイン 第5シーズン 第18話 「武器を売る者」（パラマーの摂政（パロマーの総督代理））
- スター・トレック'88／新・宇宙大作戦6
- 必殺マグナム
- 女と男の名誉
- ファイター・ジョー・モラン
- グロリア
- 血染めのマンハッタン/NY殺人案内
- ミッドナイト（バート・ジョンソン）
- 実録・テロの生贄／誘拐!令嬢パトリシア（FBIエージェント）
- カスター将軍
- 地上最大のショウ（ヘンダーソン）
- 地獄への待伏せ
- ボディ・ガード
- 生れながらの殺し屋
- 恋人は大空のかなたに
- 犯罪王ディリンジャー
- バターンを奪回せよ（ワイト中佐）